# Washington Cucurto

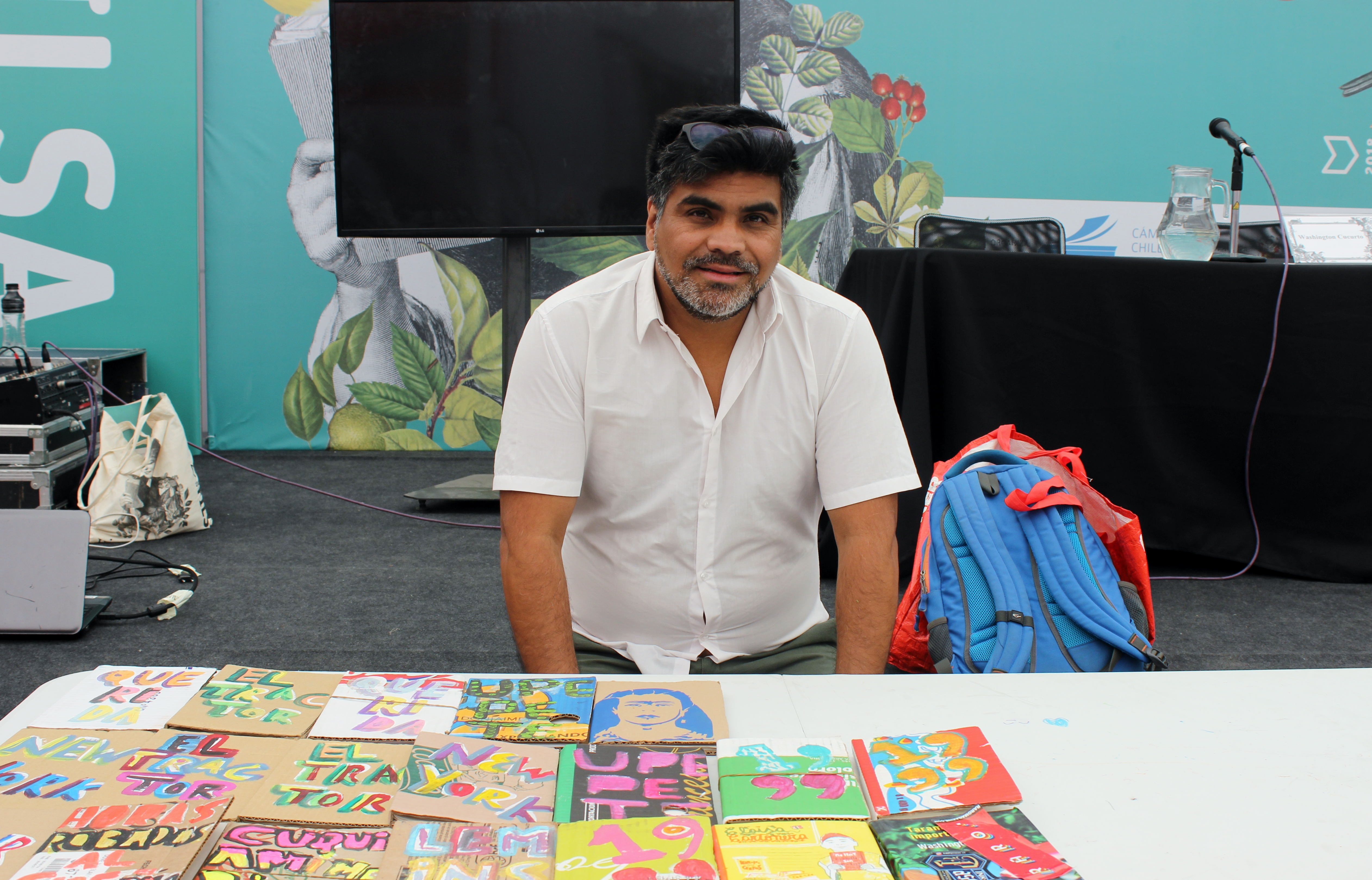
Washington Cucurto, 2018

Washington Cucurto (alias Santiago Vega, * 1973 in Quilmes) ist ein argentinischer Schriftsteller und Herausgeber.

## Werdegang
Washington Cucurto stammt aus ärmlichen Verhältnissen und wuchs in einem Vorort der argentinischen Hauptstadt Buenos Aires auf. Schon als Kind begleitete er seinen Vater, der den Lebensunterhalt als ambulanter Verkäufer im Großraum Buenos Aires bestritt. Cucurto arbeitete als junger Erwachsener als Packer und als Regalauffüller. Bei einer Lesung an seiner Schule lernte er den argentinischen Schriftsteller Fabián Casas kennen, der sein literarisches Talent entdeckte und ihn schon früh förderte. 1997 gewann Cucurto schließlich mit seinen Gedichten aus dem Zyklus „Zelarayan“ den „1. Preis“ des „Diario de Poesía“. Seitdem veröffentlichte er mehrere Gedichtbände, sowie die Romane 'Cosa de Negros' (2003), 'Las aventuras del Senor Maiz' (2005) und 'El curandero del amor' (2007).
In deutscher Sprache erschienen der Band 'Die Maschine, die kleine Paraguayerinnen macht' (Berlin, 2004) und 'Das Haus von Cacho' (Buenos Aires, 2008), sowie 'Kein Messer ohne Rose. Geschichte eines lateinamerikanischen Verlags und Anthologie junger Autoren' (Stuttgart und Buenos Aires, 2007).
Gedichte von ihm sind Bestandteil verschiedener lateinamerikanischer Anthologien, seine Texte wurden ins brasilianische Portugiesisch, ins Englische und Deutsche übersetzt.
Er war Gast auf zahlreichen Poesiefestivals in Lateinamerika, in Chile, Peru, sowie 2007 auf dem mobilen lateinamerikanischen Poesiefestival Latinale in Berlin, Leipzig und Hamburg.

## Stil
Washington Cucurto fiel schon früh mit in einem ganz eigenen Ton verfassten Gedichten auf. Er mischt Hochkultur (Reminiszenzen an den polnischen Schriftsteller Witold Gombrowicz) mit Straßensprache, melodramatische Cumbia mit actionsreicher Cumic, Barocke Sinnlichkeit mit lapidaren Alltagsbeobachtungen. Außerdem hat er das argentinische Spanisch um die Register und Nuancen der Idiolekte der lateinamerikanischen Immigranten in Buenos Aires und seinen Vororten erweitert. Er gilt als einer der ersten panlateinamerikanischen Schriftsteller. 2004 initiierte er zusammen mit dem Schriftsteller Fabián Casas und den bildenden Künstlern Javier Barilaro und Fernanda Laguna den Verlag Eloísa Cartonera, ein Editorial, das Bücher aus recyceltem Karton und Papier herstellt.

## Auszeichnungen und Preise
- 2005/2006: Stipendium der Akademie Schloss Solitude in Stuttgart

## Werk (Auszug)
- 1810. La Revolución vivida por los negros (Roman), Buenos Aires, 2008
- El curandero del amor (Roman), Buenos Aires, 2007.
- Como un paraguayo ebrio y celoso de su hermana (Gedichte), Bahía Blanca/ Argentinien, 2006
- Las aventuras del senior Maíz (Roman), Buenos Aires 2005.
- Hatuchay (Gedichte), Mexiko-Stadt 2005.
- Cosa de Negros (Roman), Buenos Aires 2003.
- Veinte pungas contra un pasajero (Gedichte), Bahía Blanca/ Argentinien, 2002.
- La máquina de hacer paraguayitos. (Gedichte), Buenos Aires 1999.  Auf Deutsch Die Maschine, die kleine Paraguayerinnen macht, Berlin, 2004 (Reihe „Schöner Lesen“, Nr. 33).
- Zelarayan (Gedichte), Buenos Aires 1998.